# Адріану Феррейра
Адріану Феррейра (порт. Adriano Ferreira; нар. 16 березня 1974) — колишній бразильський тенісист.
Найвищу одиночну позицію світового рейтингу — 146 місце досяг 9 листопада 1998, парну — 140 місце — 8 березня 1999 року.

## Титули (8)

### Одиночний розряд (2)
| Легенда                |
| Великий шлем (0)       |
| Tennis Masters Cup (0) |
| Серія Мастерс ATP (0)  |
| Тур ATP (0)            |
| Челленджери (2)        |

| Титули за покриттям |
| Тверде (1)          |
| Трава (0)           |
| Ґрунт (1)           |
| Килим (0)           |

| Ранг | Дата            | Турнір             | Покриття | Суперник у фіналі | Рахунок  |
| 1.   | 25 травня 1998  | Медельїн, Колумбія | Ґрунт    | Рогір Вассен      | 6–0, 6–4 |
| 2.   | 28 вересня 1998 | Каракас, Венесуела | Ґрунт    | Кеплер Орельяна   | 6–1, 6–4 |

### Парний розряд (6)
| Легенда                |
| Великий шлем (0)       |
| Tennis Masters Cup (0) |
| Серія Мастерс ATP (0)  |
| Тур ATP (0)            |
| Челленджери (6)        |

| Титули за покриттям |
| Тверде (1)          |
| Трава (0)           |
| Ґрунт (4)           |
| Килим (1)           |

| Ранг | Дата            | Турнір                   | Покриття | Партнер         | Суперники у фіналі                | Рахунок          |
| 1.   | 25 травня 1998  | Медельїн, Колумбія       | Ґрунт    | Крістіану Теста | Хуан-Каміло Гамбоа Маурісіо Хадад | 3–6, 6–1, 6–2    |
| 2.   | 7 вересня 1998  | Кіто, Еквадор            | Ґрунт    | Оскар Ортіс     | Кеплер Орельяна Джимі Шиманскі    | 6–3, 6–4         |
| 3.   | 8 лютого 1999   | Вольфсбург, Німеччина    | Килим    | Мауріс Руа      | Карстен Браш Дірк Діер            | Без гри          |
| 4.   | 28 травня 2001  | Салвадор, Бразилія       | Тверде   | Даніел Мело     | Алехандро Ернандес Іво Карлович   | 1–6, 6–3, 7–6(3) |
| 5.   | 20 серпня 2001  | Рібейран-Прету, Бразилія | Ґрунт    | Антоніо Пріето  | Серхіо Ройтман Андрес Шнейтер     | 6–1, 6–7(6), 6–4 |
| 6.   | 24 вересня 2001 | Сан-Паулу, Бразилія      | Ґрунт    | Едгардо Масса   | Маркуш Даніел Рікардо Мелло       | Без гри          |

## Поразка (5)

### Одиночний розряд (1)
| Легенда                |
| Великий шлем (0)       |
| Tennis Masters Cup (0) |
| Серія Мастерс ATP (0)  |
| Тур ATP (0)            |
| Челленджери (1)        |

| Фінали за покриттям |
| Тверде (0)          |
| Трава (1)           |
| Ґрунт (0)           |
| Килим (0)           |

| Ранг | Дата         | Турнір           | Покриття | Суперник у фіналі | Рахунок  |
| 1.   | 6 липня 1998 | Бристоль, Англія | Трава    | Деніс ван Уффелен | 6–3, 6–2 |

### Парний розряд (4)
| Легенда                |
| Великий шлем (0)       |
| Tennis Masters Cup (0) |
| Серія Мастерс ATP (0)  |
| Тур ATP (0)            |
| Челленджери (4)        |

| Фінали за покриттям |
| Тверде (2)          |
| Трава (0)           |
| Ґрунт (2)           |
| Килим (0)           |

| Ранг | Дата           | Турнір                           | Покриття | Партнер        | Суперники у фіналі           | Рахунок          |
| 1.   | 25 серпня 1997 | Санта-Крус-де-ла-Сьєрра, Болівія | Ґрунт    | Егберту Калдас | Маріано Худ Себастьян Прієто | 7–6, 4–6, 6–3    |
| 2.   | 23 липня 2001  | Кампус-ду-Жордан, Бразилія       | Тверде   | Даніел Мело    | Деян Петрович Енді Рам       | 6–3, 6–4         |
| 3.   | 6 серпня 2001  | Грамаду, Бразилія                | Тверде   | Даніел Мело    | Деян Петрович Енді Рам       | 6–4, 6–4         |
| 4.   | 27 серпня 2001 | Кампінас, Бразилія               | Ґрунт    | Антоніо Пріето | Едгардо Масса Флавіо Саретта | 1–6, 7–6(5), 6–4 |